# Bonjour
Bonjour è un marchio registrato usato da Apple per denominare la sua implementazione del protocollo Zeroconf dell'IETF, una tecnologia basata sulle reti locali introdotta dalla versione 10.2 di macOS.  Questa tecnologia usa il pacchetto standard DNS in un modo nuovo, sviluppa cioè dei nuovi servizi utilizzando una tecnologia relativamente vecchia come quella del DNS over IP. 
Inizialmente la tecnologia sviluppata da Apple era chiamata Rendezvous ma in seguito Apple ha subìto una causa legale poiché il nome Rendezvous era già utilizzato da un'azienda produttrice di software; nel 2004 le due parti hanno raggiunto un accordo in cui Apple si impegnava a cambiare il nome. Con la versione Mac OS X Tiger del suo sistema operativo, Apple ha rinominato la tecnologia Bonjour.
Bonjour è una tecnologia generica nata per individuare automaticamente la presenza di servizi nelle LAN. Questa tecnologia viene usata in modo massiccio da Mac OS X per consentire agli utenti di installare una rete senza bisogno di configurarla. Attualmente Bonjour viene utilizzato:
- da Mac OS X per rilevare stampanti di rete o file server
- da iTunes per cercare musica condivisa
- da iChat per cercare altri utenti di iChat locali
- dal browser Safari per cercare web server locali, che possono essere per esempio le pagine di configurazione di molti dispositivi in rete.
- da iPhoto per individuare cartelle fotografiche condivise
- da programmi di terze parti per implementare software collaborativi, di chat, ecc..

Senza speciali configurazioni al DNS, Bonjour lavora nella singola sottorete. Non si tratta di una limitazione ma di una caratteristica del servizio. Bonjour non è nato per fornire servizi su internet o su reti geografiche ma è nato per permettere ai milioni di utilizzatori di reti locali di non doversi preoccupare della configurazione della rete.
Dall'8 agosto 2006 Apple ha pubblicato i codici sorgente del progetto sotto Apache License. I sorgenti sono stati posti nel sito www.macosforge.org, un sito creato da Apple per gestire i progetti open-source legati alla sua piattaforma.

### Informazioni generali
- Pagina di Bonjour sul sito Apple, su apple.com.
- (EN) Apple Rendezvous FAQ, su developer.apple.com.

### Informazioni per programmatori
- (EN) Sito contenente i sorgenti del progetto, su bonjour.macosforge.org. URL consultato il 24 luglio 2008 (archiviato dall'url originale il 24 luglio 2008).
- (EN) Rendezvous developer website, su developer.apple.com.
- (EN) Rendezvous documentation, su developer.apple.com.
- (EN) Rendezvous open source project, su developer.apple.com.
- (EN) O'Reilly: Stuart Cheshire, Apple - Zero Configuration Networking with Rendezvous, su oreillynet.com. URL consultato il 24 giugno 2004 (archiviato dall'url originale il 24 giugno 2004).

### Progetti e software legati a Bonjour
- (EN)  Mod_rendezvous - Un modulo per Apache che implementa Bonjour su Jaguar e versioni precedenti del macOS.
- (EN) O'Reilly: Virtual Hosts, mod_rendezvous_apple, e Apache per Mac OS X, su macdevcenter.com.
- (EN)  DNS Service Discovery - Un programma per individuare servizi su una LAN

### Informazioni su Zeroconf
- (EN) The Zeroconf charter, su zeroconf.org.
- (EN) Zeroconf overview, su spack.org. URL consultato il 30 novembre 2005 (archiviato dall'url originale il 1º dicembre 2005).
- (EN) Citations about Zeroconf from CiteSeer, su citeseer.org.

### Altre implementazioni di Zeroconf
- (EN)  Zeroconf - Progetto su SourceForge per implementare Zeroconf su Linux e Unix
- (EN)  Howl - Progetto multipiattaforma che implementa Zeroconf.
- (EN)  MDNSD Archiviato il 10 dicembre 2005 in Internet Archive. - Una leggera implementazione del Multicast DNS (parte di Zeroconf)